# ويلينغتون كاتو دي أوليفيرا
ويلينغتون كاتو دي أوليفيرا (4 سبتمبر 1981 في سانتوس، ساو باولو في البرازيل – )؛ هو لاعب كرة قدم كان يلعب كلاعب وسط.

## وصلات خارجية
- ويلينغتون كاتو دي أوليفيرا على موقع رابطة كرة القدم اليابانية للمحترفين (اليابانية)
- ويلينغتون كاتو دي أوليفيرا على موقع قاعدة بيانات كرة القدم.إي يو (الإنجليزية)
- ويلينغتون كاتو دي أوليفيرا على موقع Soccerway.com (الإنجليزية)
- ويلينغتون كاتو دي أوليفيرا على موقع عالم كرة القدم.نت (الإنجليزية)